# Aeropuerto Internacional Federal de Culiacán
El Aeropuerto Internacional Federal de Culiacán o Aeropuerto Internacional de Bachigualato (Código IATA: CUL - Código OACI: MMCL - Código DGAC: CUL), es un aeropuerto internacional, que maneja el tráfico nacional e internacional de la ciudad de Culiacán, Sinaloa, México. Este aeropuerto forma parte del Grupo Aeroportuario Centro Norte y es el aeropuerto con mayor cantidad de pasajeros y de operaciones en el estado de Sinaloa. Cuenta con una capacidad para 22 operaciones por hora.
El aeropuerto, siendo la puerta de enlace nacional más importante en el estado de Sinaloa, y la segunda en operaciones internacionales después del Aeropuerto Internacional de Mazatlán y antes del Aeropuerto Internacional de Los Mochis, ha sufrido una importante remodelación que consiste en un nuevo diseño de la terminal y un nuevo sistema de abordaje.
Es el 10° Aeropuerto más transitado de México.

## Información
La nueva infraestructura de la terminal aérea de Culiacán y su ubicación privilegiada, le otorgan la vocación para crear un centro de distribución de pasajeros (Hub Regional), el que permitirá incrementar el número de destinos, esto con la finalidad de satisfacer las crecientes necesidades del mercado.
En 2021 se registró una cantidad de 1,970,211 de pasajeros y en 2022 registró 2,426,003 de pasajeros, según datos publicados por el Grupo Aeroportuario Centro Norte.
Durante los últimos ocho años, el aeropuerto ha tenido un crecimiento medio anual de 9.5% en pasajeros. Para brindar un servicio eficiente, este aeropuerto cuenta con edificio terminal nuevo, más amplio, cómodo y moderno. En 2012 empezó la ampliación y modernización del edificio principal.
El aeropuerto Federal de Bachigualato lleva el nombre de la zona de Bachigualato, donde se encuentra el aeropuerto.

## Instalaciones
- Número de puertas: 7
- Posiciones de contacto: 2
- Posiciones remotas: 5
- Número de pasarelas de acceso: 2

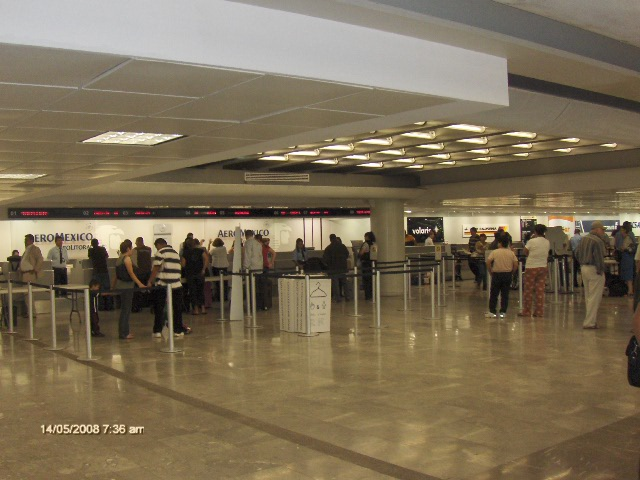
Mostradores del Aeropuerto.

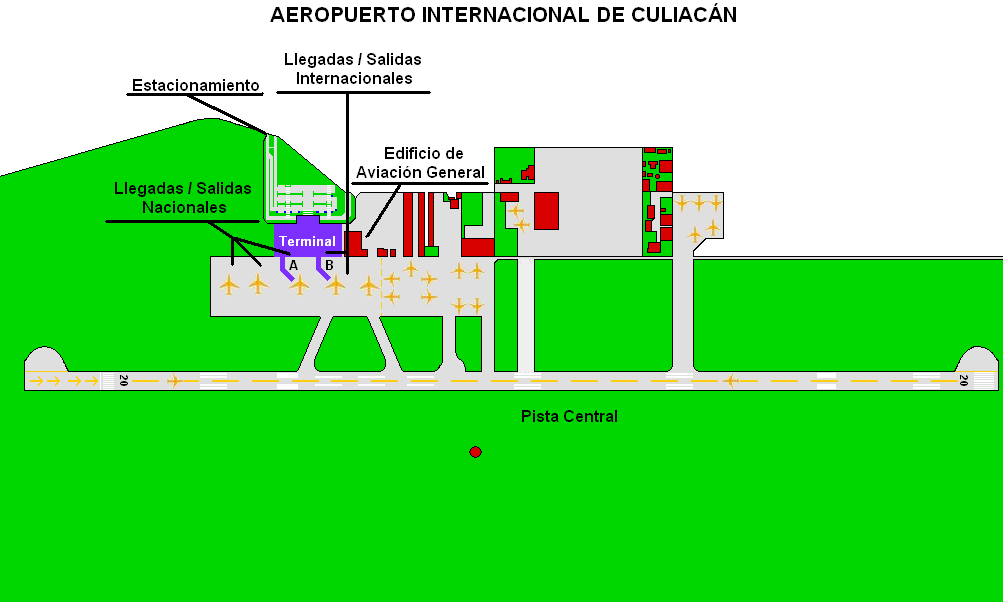
Mapa del Aeropuerto.

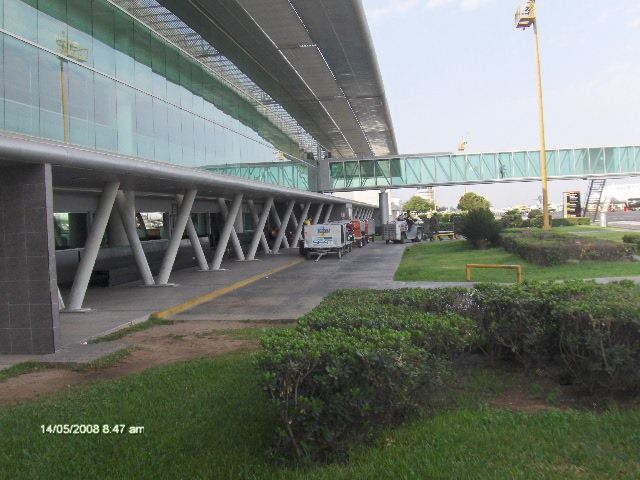
Zona Aire del Aeropuerto.

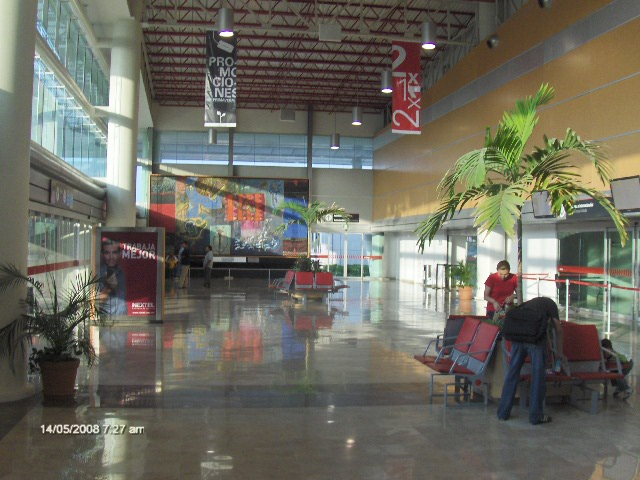
Pasillo principal del Aeropuerto.

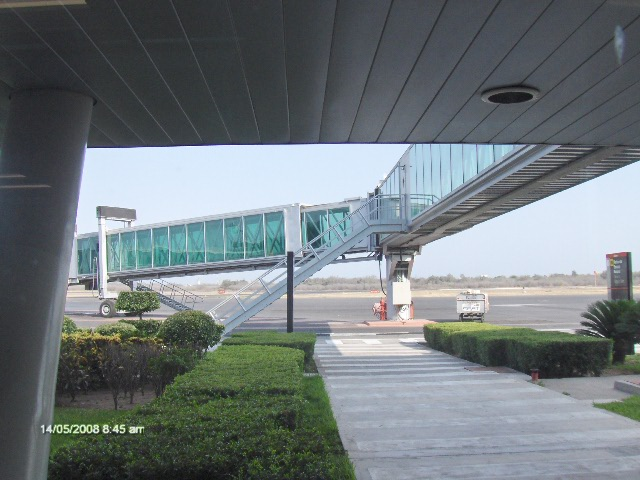
Pasaerla de acceso a aeronaves.

- Número de salas: 2 (Nacional e Internacional)
- Número de bandas de reclamo de equipaje: 2 (Puertas Nacionales e Internacionales)
- Área de comida rápida (Planta Alta) Restaurantes Flaps, Carls Junior.
- Área de inspección (Área de abordaje y mostradores)
- Aduana (Área de llegadas)
- Renta de autos y taxis (Área de llegadas)
- Tienda libre de impuestos (Planta Baja y Planta Alta)
- Servicios de hotel (oficinas):
  - Hotel Lucerna
  - Fideicomiso
- Estacionamiento
- Oficinas de Aeroméxico (Planta Baja)
- Oficinas de Viva (Planta Baja)
- Oficinas de Volaris (Planta Baja)
- OMA Premium Lounge (Tercer piso)

### Terminal principal
Es el edificio principal que se utiliza para los vuelos comerciales, nacionales y extranjeros. Con dos pasarelas de acceso a los aviones de cristal y tres posiciones remotas, no cuenta con el espacio suficiente para operar todos los vuelos nacionales u internacionales .

### Expansión de la terminal
Desde febrero de 2012, el aeropuerto comenzó la obra de ampliación del edificio terminal. El trabajo consiste en mejorar el funcionamiento, la funcionalidad aeroportuaria y la comodidad del pasajero, con una extensión de 3,000 m², que incluye: un nuevo vestíbulo y el crecimiento de la consulta externa, la remodelación de 2,500 metros cuadrados para los pasajeros, la reconfiguración del punto de documentación en el nivel superior con 3 líneas de registro simultáneo, la construcción de un núcleo de circulación vertical en la fachada frontal que incluye un ascensor panorámico, el crecimiento de la zona de espera, el rediseño de la zona comercial y una proyección de una imagen de modernidad en su fachada y en el interior ella.

### Terminal de aviación general
La Terminal de aviación general (también conocido como la Terminal de aviación privada) se encuentra junto a la terminal principal.
La terminal se utiliza para aviones privados y helicópteros.

### Instalaciones militares
La Base Aérea Militar No. 10 son instalaciones de la Fuerza Aérea Mexicana ubicadas en el Aeropuerto de Culiacán, albergan al Escuadrón Aéreo 107 que opera aeronaves UH-60 Black Hawk. Cuenta dos plataformas de aviación: una de 13,800 metros cuadrados y otra de 21,000 metros cuadrados con 30 posiciones para helicópteros y aviones pequeños, esta última plataforma es usada como centro de mantenimiento para aeronaves monomotor Cessna y helicópteros Bell. La Base Aérea cuenta con 5 hangares y demás instalaciones para el alojamiento de efectivos de la fuerza aérea. Su comandante es el General de Ala Piloto Aviador Diplomado de Estado Mayor Aéreo Juan Osuna González.

## Aerolíneas y destinos

### Pasajeros
| Destinos por aerolínea                                                         | Destinos por aerolínea | Destinos por aerolínea | Destinos por aerolínea |
| Aerolínea                                                                      | Destinos | Posición               |                        |
| ------------------------------------------------------------------------------ | --- | ---------------------- | ---------------------- |
| Aeroméxico                                                                     | Ciudad de México | A                      |                        |
| Aeroméxico Connect                                                             | Ciudad de México | A                      |                        |
| AeroPacífico                                                                   | San José del Cabo | Remota                 |                        |
| TAR                                                                            | Chihuahua, Hermosillo | Remota                 |                        |
| Viva                                                                           | Ciudad de México, Ciudad de México–AIFA, La Paz, Monterrey, San José del Cabo, Tijuana Estacional: Chihuahua              | Remota                 |                        |
| Volaris                                                                        | Ciudad de México, Ciudad de México–AIFA, Guadalajara, Mexicali, Monterrey, Phoenix–Sky Harbor, San José del Cabo, Tijuana | A / B / Remota         |                        |
| Total: 11 destinos (10 nacionales, 1 internacional), 6 aerolíneas (nacionales) | |                        |                        |

### Carga
| Aerolíneas | Destinos                 |
| ---------- | ------------------------ |
| Estafeta   | San Luis Potosí, Tijuana |

### Destinos nacionales
Cuenta con 10 destinos nacionales a través de 6 aerolíneas. El destino de Aeroméxico también es operado por Aeroméxico Connect.
| Chihuahua (CUU)        | • |   | • |   |   |   | 2  |
| Ciudad de México (MEX) | • | • |   | • |   |   | 3  |
| Ciudad de México (NLU) | • | • |   |   |   |   | 2  |
| Guadalajara (GDL)      |   | • |   |   |   |   | 1  |
| Hermosillo (HMO)       |   |   | • |   |   |   | 1  |
| La Paz (LAP)           | • |   |   |   |   |   | 1  |
| Los Cabos (SJD)        | • | • |   |   | • |   | 3  |
| Mexicali (MXL)         |   | • |   |   |   |   | 1  |
| Monterrey (MTY)        | • | • |   |   |   |   | 2  |
| Tijuana (TIJ)          | • | • |   |   |   |   | 2  |
| Total                  | 7 | 7 | 2 | 1 | 1 | 0 | 10 |

### Destinos internacionales
Se brinda servicio a 1 ciudad extranjera, en Estados Unidos a cargo de 1 aerolínea.
| Ciudades                                | Nombre del aeropuerto                          | Aerolíneas   |              |
| Norteamérica                            | Norteamérica                                   | Norteamérica | Norteamérica |
| --------------------------------------- | ---------------------------------------------- | ------------ | ------------ |
| Estados Unidos (1 destino, 1 aerolínea) |                                                |              |              |
| Phoenix                                 | Aeropuerto Internacional de Phoenix-Sky Harbor | Volaris      |              |
| Total: 1 destino, 1 país, 1 aerolínea   |                                                |              |              |

## Estadísticas

### Rutas más transitadas
| Número | Ciudad                                 | Pasajeros | Ranking     | Aerolínea                                     |
| ------ | -------------------------------------- | --------- | ----------- | --------------------------------------------- |
| 1      | Tijuana, Baja California               | 444,156   | Sin cambios | Viva, Volaris                                 |
| 2      | Ciudad de México                       | 271,569   | Sin cambios | Aeroméxico, Aeroméxico Connect, Viva, Volaris |
| 3      | Guadalajara, Jalisco                   | 166,155   | Sin cambios | Viva, Volaris                                 |
| 4      | San José del Cabo, Baja California Sur | 108,972   | Sin cambios | AeroPacífico, Viva, Volaris                   |
| 5      | Monterrey, Nuevo León                  | 76,368    | 1           | Viva, Volaris                                 |
| 6      | Valle de México                        | 63,075    |             | Viva, Volaris                                 |
| 7      | La Paz, Baja California Sur            | 26,968    | Sin cambios | TAR, Viva                                     |
| 8      | Phoenix, Arizona                       | 11,214    |             | Volaris                                       |
| 9      | Cancún, Quintana Roo                   | 5,559     | 1           | Volaris                                       |
| 10     | Mexicali, Baja California              | 5,400     | 5           | Volaris                                       |

## Incidentes y accidentes
- El 7 de abril de 2004 la aeronave Lancair IV-P con matrícula XB-IPZ se estrelló en El Bledal, municipio de Navolato, matando a las 3 personas a bordo. Dicha aeronave se encontraba en un vuelo local de instrucción, partiendo del Aeropuerto de Culiacán y regresando al mismo sin escalas. Los testigos oculares afirman que la aeronave se precipitaba rápidamente a tierra y giraba sin control, al caer la aeronave explotó y fue consumida casi en su totalidad por las llamas.[6][7]

- El 30 de diciembre de 2006 una aeronave North American CT-39A-1-NA Sabreliner con matrícula XA-TNP operada por Facts Air que cubría un vuelo entre el Aeropuerto de La Paz y el Aeropuerto de Culiacán se estrelló contra postes y edificios abandonados durante su aproximación final al Aeropuerto de Culiacán, matando a los 2 pilotos.[8]

- El 5 de julio de 2007, un bimotor de carga Sabreliner con matrícula XA-TFL no pudo despegar del aeropuerto debido a una pérdida de control como consecuencia de un pinchazo en un neumático que lo llevó a salirse de la pista y dirigirse hacia una carretera. Tres personas a bordo del avión y seis en tierra murieron, y cinco más fueron hospitalizados.[9]

- El 5 de noviembre de 2007 una aeronave Cessna 208B Grand Caravan con matrícula XA-UBC que operaba el vuelo 126 de Aero Calafia entre el Aeropuerto de Culiacán y el Aeropuerto de Cabo San Lucas comenzó a perder altura durante su ascenso inicial, volcándose al caer sobre un lote baldío en las cercanías del aeropuerto de origen. El piloto y los 14 pasajeros sobrevivieron.[10][11]

- El 24 de abril de 2012, una aeronave Cessna 182 matriculada XB-MPN de uso particular se desplomó en el Aeropuerto Internacional de Culiacán pocos segundos después de despegar. La aeronave se dirigía a Chihuahua y al momento del desplome solo era tripulada por el piloto de la aeronave que solo resultó con heridas menores. La aeronave quedó en unos árboles al final de la pista, aun en terrenos del AIC.[12]

- El 23 de julio de 2017 se estrelló a 15 NM del aeropuerto de Culiacán la aeronave Cessna U206-G Stationair con matrícula XB-MUM y serie U20606725 matando a los 7 ocupantes. La aeronave había despegado de Tamazula, Durango para dirigirse a Culiacán.[13][14]

- El 19 de enero de 2020 una aeronave MD Helicopters MD530F (369FF) con matrícula 1143 perteneciente al Escuadrón Aéreo 112 de la Fuerza Aérea Mexicana sufrió una falla de motor mientras intentaba aterrizar en el Aeródromo El Zorrillo en un vuelo procedente de la Base Aérea n°10 de Culiacán, por lo que los 5 ocupantes saltaron antes de que la aeronave se precipitara a tierra. Los 5 militares resultaron con fracturas mientras que la aeronave resultó con daños irreparables.[15][16][17]

- El 21 de enero de 2022 una aeronave Bombardier CRJ-200LR(P2F) con matrícula XA-MCE operado por TUM AeroCarga que cubría un vuelo de carga entre el Aeropuerto de Culiacán y el Aeropuerto de Hermosillo sufrió una excursión de pista tras aterrizar en su destino presuntamente por falla en el sistema de frenos o de dirección en el tren de nariz, causando el cierre del aeropuerto durante 2 horas.[18][19][20]

- El 5 de enero de 2023, durante el Culiacanazo 2.0, tres aeronaves recibieron impactos de bala en el Aeropuerto de Culiacán: Un Embraer ERJ-190LR con matrícula XA-ALW que operaba el Vuelo 165 de Aeroméxico entre el Aeropuerto de Culiacán y el Aeropuerto de la Ciudad de México recibió impactos en la parte trasera del fuselaje durante la fase de rodaje antes de comenzar la carrera de despegue, por lo que el vuelo tuvo que ser cancelado y los pasajeros tuvieron que ser resguardados en la terminal; un Boeing 737-8MC(WL) de la Fuerza Aérea Mexicana con matrícula 3526 que operaba un vuelo entre la Base Aérea de Santa Lucía y el Aeropuerto de Culiacán, recibió impactos de bala en el fuselaje durante su carrera de aterrizaje; y un CASA C-295M con matrícula 3205 de la Fuerza Aérea Mexicana que también operaba un vuelo militar entre la Base Aérea de Santa Lucía y el Aeropuerto de Culiacán, el cual recibió impactos en uno de sus motores durante su aproximación, obligando al piloto a realizar maniobras de aterrizaje con alto ángulo de descenso para poner a salvo a dicha aeronave, la cual fue recibida por el equipo de extinción de incendios. Tras dichos eventos, los aeropuertos de Culiacán, Mazatlán, Los Mochis y Ciudad Obregón fueron cerrados a la aviación civil durante los días 5 y 6 de enero. No se reportaron víctimas mortales, solo daños menores en las aeronaves.[21][22][23][24][25][26]

## Aeropuertos cercanos
Los aeropuertos más cercanos son:
- Aeropuerto Federal del Valle del Fuerte (191 km)
- Aeropuerto Internacional de Mazatlán (202 km)
- Aeropuerto Internacional de Los Cabos (287 km)
- Aeropuerto Internacional de La Paz (294 km)
- Aeropuerto Internacional de Durango (307 km)